# Spoorlijn Bram - Belvèze
De spoorlijn Bram - Belvèze was een Franse spoorlijn van Bram naar Belvèze. De lijn was 15,2 km lang en heeft als lijnnummer 675 000.

## Geschiedenis
De lijn werd geopend door de Compagnie des Chemins de fer du Midi 1 januari 1898. Personenvervoer was er tot 18 april 1939. Goederenvervoer tussen de Sablières de Bram en Belvèze tot 16 december 1973 en tussen Bram en de Sablières de Bram tot 1991.

## Aansluitingen
In de volgende plaatsen is of was er een aansluiting op de volgende spoorlijnen:
Bram
RFN 640 000, spoorlijn tussen Bordeaux-Saint-Jean en Sète-Ville
Belvèze
RFN 673 000, spoorlijn tussen Pamiers en Limoux